# Itumbiara denudata
Itumbiara denudata är en skalbaggsart som beskrevs av Maria Helena M. Galileo och Martins 2005. Itumbiara denudata ingår i släktet Itumbiara och familjen långhorningar.
Artens utbredningsområde är Costa Rica. Inga underarter finns listade i Catalogue of Life.